# Digitus

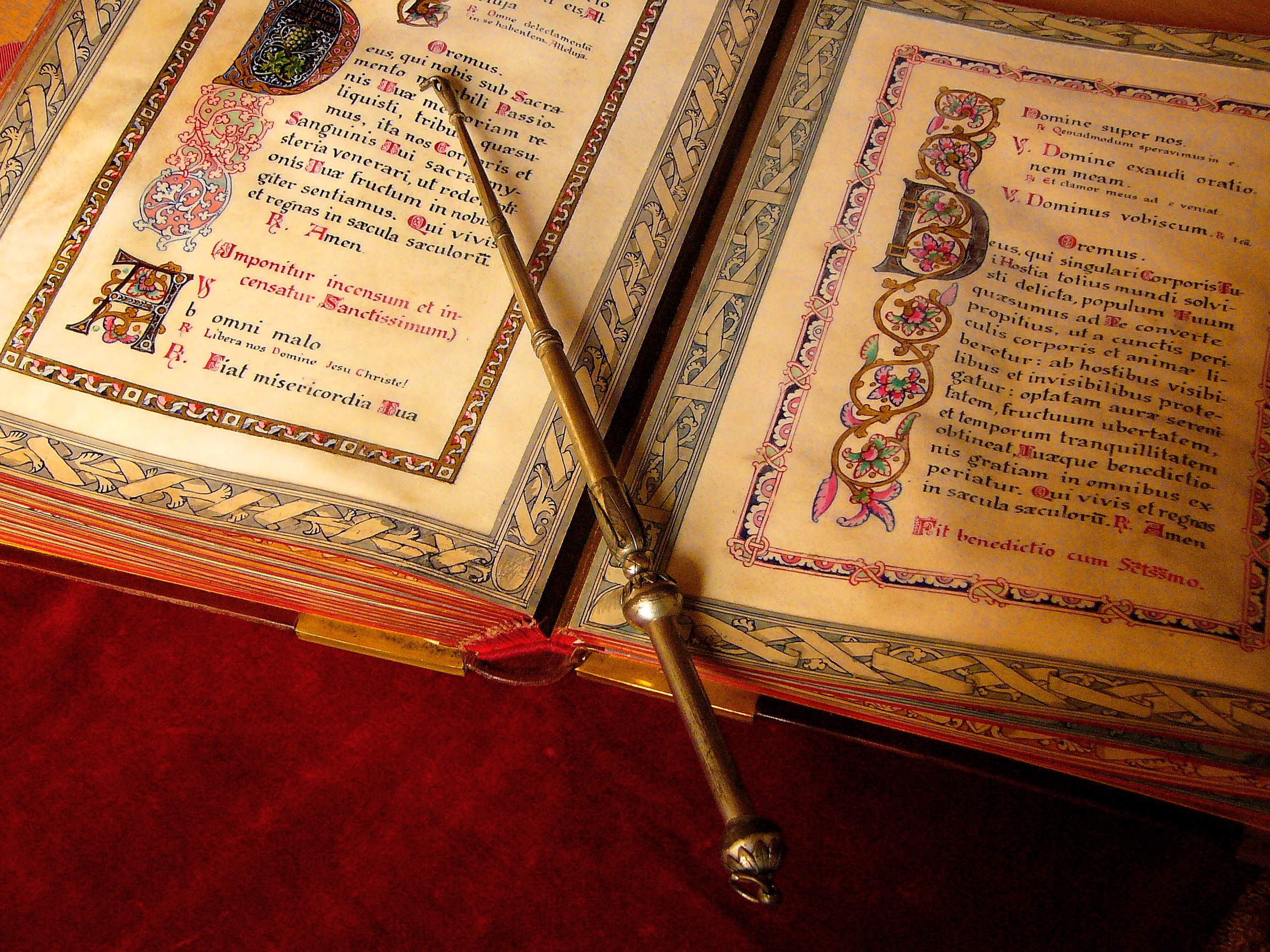
Digitus auf einem lateinischen Evangeliar

Ein Digitus (lat. für Finger) ist eine Art kleiner Zeigestab für das Messbuch, der im römischen Ritus bis zu den liturgischen Reformen in Folge des Zweiten Vatikanischen Konzils in den 1960er Jahren verwendet wurde.

## Aussehen
Der Digitus ist ein etwa 20 cm langer silberner Zeigestab, an dessen Ende sich die verkleinerte Darstellung einer Hand mit ausgestrecktem Zeigefinger (lat. digitus) befindet. Im Aussehen gleicht er einer Jad, wie sie bei der Toralesung in der Synagoge verwendet wird.

## Verwendung
Der Digitus wurde lediglich im Pontifikalamt verwendet. Sein Zweck war es, dem Zelebranten anzuzeigen, welcher Text im Messbuch als Nächstes vorzutragen war. Gebräuchlich wurde dies, da die liturgischen Bücher manchmal zweispaltig gedruckt waren. Er erleichterte auch die Einhaltung der Rubriken, etwa wenn Gebete eingefügt wurden, die an dieser Stelle abgedruckt waren. Wenn der Bischof zum Beginn der Opferung an den Altar ging, stand ihm zur Linken der Presbyter assistens und zeigte bis zum Ende der Messe die vorzutragenden Texte mit dem Digitus an.